# Памятник Юрию Гагарину (Ашхабад)
Памятник Юрию Гагарину в Ашхабаде был открыт в 2021 году, в год шестидесятилетнего юбилея полёта Юрия Алексеевича Гагарина. Памятник выполнен в виде бюста и был открыт в конце апреля. Автор памятника — скульптор Алексей Леонов.

## История
Памятник был создан и передан в дар Посольству России в Туркменистане на средства международного благотворительного фонда «Диалог культур — единый мир». Архитектурное оформление и гранитный постамент предоставлены компанией «Возрождение».
Дата открытия памятника — 30 апреля 2021 года.
На открытии памятника присутствовали посол Российской Федерации в Туркменистане Александр Блохин, представители министерства иностранных дел Туркменистана, городской администрации Ашхабада, работники Космического управления агентства «Туркменсвязь», дипломаты и журналисты.

## Описание памятника
Памятник представляет собой бронзовый бюст Юрий Гагарина. Космонавт представлен в шлеме и космическом скафандре, в котором выполнил свой первый космический полёт.
Бюст размещён на территории Отдела науки и культуры Посольства России в Ашхабаде.
Под бюстом размещена табличка с именем космонавта на русском и туркменском языках.